# Patrik Lundberg
Patrik Paul Jong Dae Lundberg, född 2 mars 1983 i Busan i Sydkorea, är en svensk journalist och författare. Han är reporter och krönikör på Dagens Nyheter. Lundberg, som själv är adopterad, har bland annat i bokform engagerat sig i den samtida adoptionsdebatten.

## Biografi
Patrik Lundberg adopterades till Sverige samma år som han föddes och växte upp i Sölvesborg.
Han arbetade tidigare som journalist på Helsingborgs Dagblad och har varit aktiv i adoptionsdebatten. Han har även varit med och startat Helsingborgs Dagblads blogg "Djurbladet".

### Kina-förpackningarna
13 september 2011 skrev Lundberg en krönika i Helsingborgs Dagblad om hur det i Sverige verkar vara socialt accepterat att skämta om asiater, men inga andra folkgrupper. Som exempel tog han livsmedelskoncernen Fazers godis Kina (tidigare kallade Kinapuffar), vars förpackning tidigare pryddes av en tecknad gul, leende kines med rishatt och sneda ögon, något som Lundberg ansåg vara en rasistisk karikatyr av en asiat.
Enligt Lundberg hade något liknande aldrig fått förekomma om det handlade om judar eller afrosvenskar. Krönikan blev starten för en diskussion om huruvida godispåsen var rasistisk eller inte, och 20 september 2011 meddelade Fazer att man tagit till sig av kritiken och ändrat utseende på påsarna. Enligt Lundberg var det inte han själv som drev frågan, utan hans avsikt var att starta en diskussion om hur asiater blir bemötta i Sverige. Istället fick han ta emot nattliga hot och anklagelser av människor som ansåg att han berövat dem deras barndomsminnen.

### Senare år
I maj 2013 lämnade han Helsingborgs Dagblad för att arbeta som krönikör för Aftonbladet. I januari 2013 utkom han med sin självbiografiska bok Gul utanpå om utanförskap, om hur det är att växa upp som svensk med asiatiskt utseende och om sökandet efter sin biologiska familj i Sydkorea.
År 2014 utkom Lundberg med romanen Onanisterna, som handlar om ungdomar som stannar i sin hemkommun efter gymnasiet. År 2017 utkom fackboken Facit – Konsten att skriva krönikor. År 2018 utkom fackboken Berättelsen om Sverige: texter om vår demokrati.
I januari 2019 lämnade han Aftonbladet för att bli kolumnist i Expressen. I november samma år blev Lundberg nominerad till Stora Journalistpriset i kategorin Årets röst.
Han sommarpratade år 2020 och började som reporter och krönikör på Dagens Nyheter. Samma år utkom hans bok Fjärilsvägen.
I november 2021 tilldelades Lundberg, Josefin Sköld och Alexander Mahmoud Stora Journalistpriset i kategorin Årets Avslöjande, efter en granskande artikelserie om internationella adoptioner till Sverige. Trion tilldelades även Guldspaden och Röda korsets journalistpris.
Hösten 2024 blev Lundberg hedersdoktor vid Malmö universitet.

## Priser och utmärkelser
- 2019 – Teskedsorden[17]
- 2020 – Guldpennan[18]
- 2021 – Studieförbundet Vuxenskolans författarpris
- 2021 – Stora Journalistpriset
- 2021 - Guldspaden[19]
- 2022 - Röda korsets journalistpris[20]
- 2024 - Hedersdoktor vid Malmö universitet[21]